# Dawson City
Dawson City es un pueblo ubicado en el territorio del Yukón, en Canadá. Según el censo de 2021, tiene una población de 1577 habitantes.
Está situado a la orilla del río Klondike, un afluente del río Yukón.
El emplazamiento fue fundado en enero de 1897 en honor al geólogo canadiense George Mercer Dawson, que había explorado y realizado un mapa de la región hacia 1887. Funcionó como la capital del Yukón desde su fundación en 1898 hasta 1952, cuando la sede fue trasladada a Whitehorse.
La quimera del oro de Klondike comenzó en 1896 y transformó el campamento indígena existente en la zona en una ciudad de entre 16 000 y 17 000 habitantes hacia 1898. Para 1899, la fiebre del oro había llegado ya a su fin, provocando que la población se redujera tras la partida de unas 8 000 personas. Cuando Dawson fue incorporada como ciudad en 1902, tenía menos de 5 000 habitantes.
La población se mantuvo bastante estable hasta la década de 1930, pero volvió a caer tras la Segunda Guerra Mundial, cuando fue abierta al púbico la Autopista Alaska, que pasaba a 518 kilómetros al sur de la localidad. El daño económico a Dawson fue tal que la capital territorial fue trasladada a Whitehorse. La población de Dawson languideció entre los 600 y 900 habitantes durante los años 1960 y 1970, pero ha tendido a subir desde entonces con cierta estabilidad. La alta cotización del oro ha propiciado que las operaciones mineras modernas sean provechosas, y que el crecimiento de la industria turística haya incentivado el desarrollo de determinadas facilidades. A comienzos de los años 1950, una ruta unió a Dawson con Alaska, y en otoño de 1955, con Whitehorse a lo largo de la carretera que forma parte de la autovía de Klondike.
Muchas de las construcciones más grandes del pueblo forman parte del Sitio Histórico Nacional de Dawson. Existe un número de exposiciones en algunos de los viejos edificios, y los empleados del parque se disfrazan como personajes de la fiebre del oro de Klondike. También en Dawson se encuentra el Sitio Histórico Nacional de Canadá y el de S.S Keno. En el Hotel del Centro (Downtown Hotel) se puede degustar el famoso Sourtoe Cocktail: una especie de dedo humano del pie, sumergido en el trago de preferencia para el consumidor.
Dawson City es, además, la sede del programa "Berton House Writers Retreat", un complejo residencial creado para que los escritores canadienses se alojen en él y desconecten de la sociedad por un período de entre tres y cuatro meses cada año. En Berton House vivió durante su juventud Pierre Berton, un afamado escritor canadiense especializado en historia popular de su país. Se localiza sobre la misma senda donde se ubica la cabaña que sirvió de residencia al poeta Robert Service, y justo sobre la calle donde se encuentra la cabaña que habitó el escritor Jack London durante su estadía en el Yukón.
Dawson City se encuentra en las siguientes coordenadas: 64°03′45″N 139°25′50″O / 64.06250, -139.43056

## Ciudad o pueblo
Dawson fue declarada ciudad en 1902 cuando cumplía con el criterio propuesto tal fin por el acta municipal de aquel tiempo. Mantuvo ese estatus incluso cuando la población sufrió un ligero descenso. Cuando se propuso una nueva acta municipal en los años 1980, Dawson cumplía los requisitos de "pueblo", y fue declarado como tal, aunque con una autorización especial que le permitiera seguir conservando la palabra "City" (en inglés, ciudad), principalmente por razones históricas y para diferenciarse de Dawson Creek, una pequeña ciudad al noreste de Columbia Británica. Dawson Creek debe también su nombre a George Mercer Dawson. La situación llevó a que el gobierno territorial colocara carteles sobre los límites del pueblo, constatando: "Welcome to the Town of the City of Dawson" (Bienvenidos al pueblo de la Ciudad de Dawson).

## Política y Gobierno
En 2004, el gobierno del Yukón revocó del cargo al alcalde y consejero del pueblo, como resultado de la bancarrota que se estaba viviendo en la zona. El gobierno territorial aceptó gran parte de la responsabilidad por este hecho en marzo de 2006, cancelando 3,43 millones de dólares de deuda y dejando al pueblo con 1,5 millones a pagar. Se celebraron elecciones el 15 de junio de 2006, que terminaron con la victoria de John Steins, un artista local y uno de los líderes de un movimiento que abogaba por la restauración democrática en Dawson. Otros 13 residentes fueron asignados para 4 cargos del consejo.

## Industria

Vista desde la Autopista de la Cima del Mundo, que une Alaska con Dawson City.

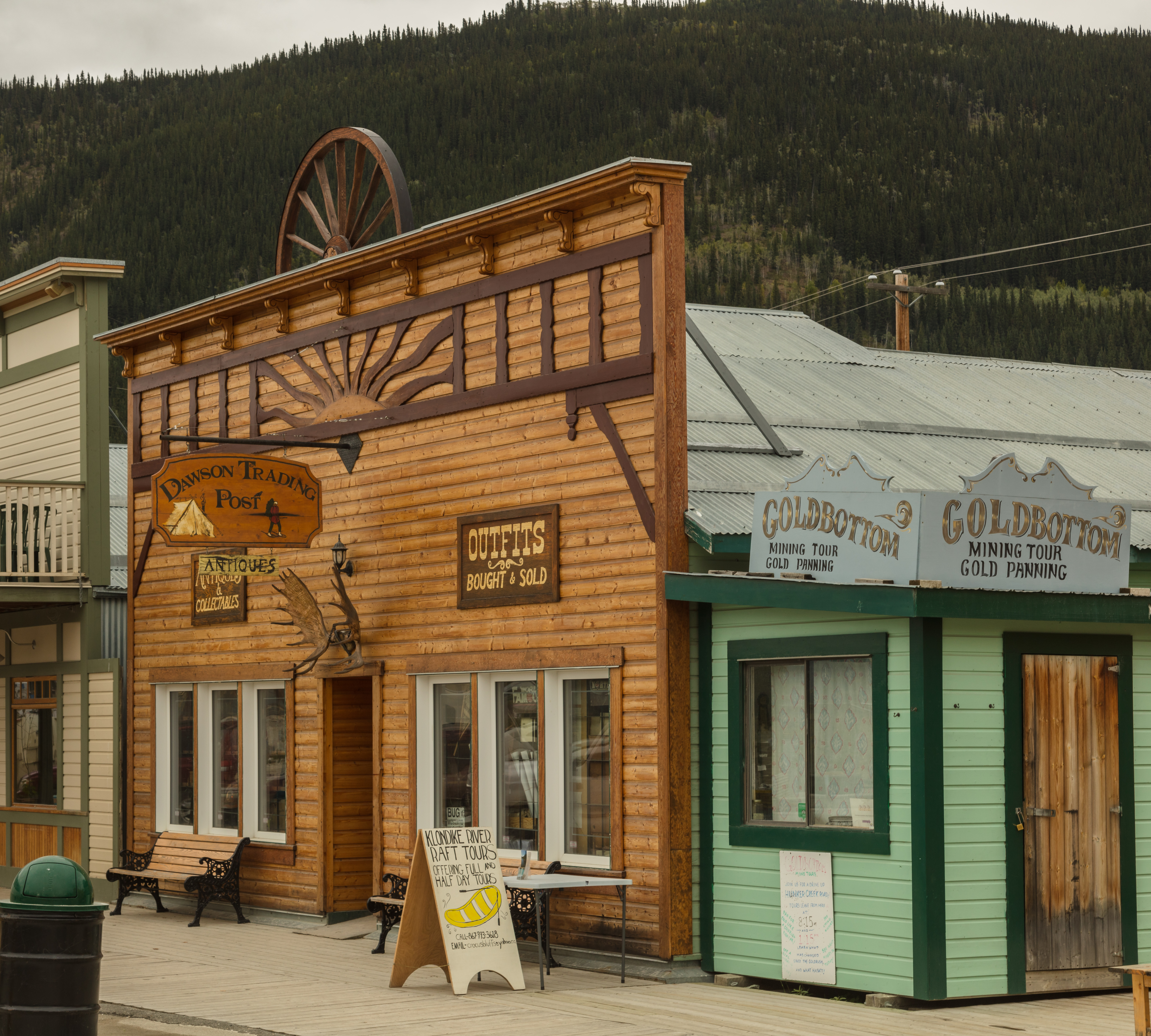
Típico comercio en el centro de Dawson City.

Actualmente, las principales industrias de Dawson City son el turismo y la explotación minera de oro. 
La minería de oro comenzó en 1896 con el hallazgo de George Carmack, Dawson Charlie y Skookum Jim Mason en Bonanza Creek. Sin embargo, los riachuelos de la zona pronto se vieron atascados y muchos de los miles de personas que habían llegado en 1898 para la fiebre del oro de Klondike notaron que había pocas oportunidades de obtener beneficios directamente de la explotación minera de ese metálico. Por esta razón, muchos se convirtieron en empresarios que proveían servicios a los mineros. 
Comenzando aproximadamente diez años después, la excavación dio paso a una operación minera industrial, extrayendo grandes cantidades de oro desde los riachuelos, reutilizando el ambiente y alterando, por tanto, la ubicación de ríos tras dejar pilares de desechos en su nacimiento. Se instaló una red de canales y represas hacia el norte con el fin de producir energía hidroeléctrica para las excavaciones. Estas cerraron por el invierno, pero una construida para Joseph W. Boyle fue asignada para operar durante todo el año, por lo que no interrumpió sus actividades en temporada invernal. El lugar se encuentra abierto como un sitio histórico nacional sobre Bonanza Creek.
La última excavación se clausuró en 1966, y el soporte hidroeléctrico, en North Fork, fue asimismo clausurado cuando Dawson rechazó una oferta para su compra. Desde entonces, los mineros han vuelto a ser reconocidos como los principales operadores de la región. 
El pueblo dispone de un aeropuerto, el Dawson City Airport.

## Clima

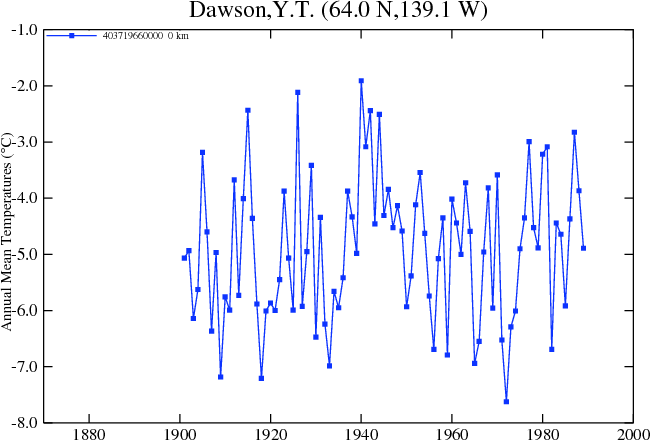
Registro gráfico de las temperaturas medias anuales de 1897 a 2008 (NASA).

Al igual que ocurre en la mayor parte del Yukón, Dawson City posee un clima subártico. La temperatura promedio en el mes de julio es de 15,6 °C, mientras que en enero gira en torno a los -26,7 °C. Por otro lado, la temperatura más alta registrada es de 34,7 °C el 31 de mayo de 1983, siendo la más baja de -55,8 °C el 11 de febrero de 1979. Es común tener temperaturas que sobrepasen los 30 °C en verano y termómetros que no superen los -40 °C en invierno. Debido a que Dawson se ubica a unos 370 metros sobre el nivel del mar, las precipitaciones oscilan en 48,4 mm en julio, y el promedio de nieve en 242 mm durante el mes de enero. El promedio total anual de caída de nieve es de 1645 mm, por lo que se estiman tan sólo 90 días sin nevada por año. El pueblo está emplazado sobre una capa de hielo, lo que podría suponer una amenaza para su infraestructura en un futuro, dado que el permafrost se derrite.
| Parámetros climáticos promedio de Aeropuerto de Dawson City, Dawson City (1981–2010) | Parámetros climáticos promedio de Aeropuerto de Dawson City, Dawson City (1981–2010) | Parámetros climáticos promedio de Aeropuerto de Dawson City, Dawson City (1981–2010) | Parámetros climáticos promedio de Aeropuerto de Dawson City, Dawson City (1981–2010) | Parámetros climáticos promedio de Aeropuerto de Dawson City, Dawson City (1981–2010) | Parámetros climáticos promedio de Aeropuerto de Dawson City, Dawson City (1981–2010) | Parámetros climáticos promedio de Aeropuerto de Dawson City, Dawson City (1981–2010) | Parámetros climáticos promedio de Aeropuerto de Dawson City, Dawson City (1981–2010) | Parámetros climáticos promedio de Aeropuerto de Dawson City, Dawson City (1981–2010) | Parámetros climáticos promedio de Aeropuerto de Dawson City, Dawson City (1981–2010) | Parámetros climáticos promedio de Aeropuerto de Dawson City, Dawson City (1981–2010) | Parámetros climáticos promedio de Aeropuerto de Dawson City, Dawson City (1981–2010) | Parámetros climáticos promedio de Aeropuerto de Dawson City, Dawson City (1981–2010) | Parámetros climáticos promedio de Aeropuerto de Dawson City, Dawson City (1981–2010) |
| Mes                                                                                  | Ene.                                                                                 | Feb.                                                                                 | Mar.                                                                                 | Abr.                                                                                 | May.                                                                                 | Jun.                                                                                 | Jul.                                                                                 | Ago.                                                                                 | Sep.                                                                                 | Oct.                                                                                 | Nov.                                                                                 | Dic.                                                                                 | Anual                                                                                |
| ------------------------------------------------------------------------------------ | ------------------------------------------------------------------------------------ | ------------------------------------------------------------------------------------ | ------------------------------------------------------------------------------------ | ------------------------------------------------------------------------------------ | ------------------------------------------------------------------------------------ | ------------------------------------------------------------------------------------ | ------------------------------------------------------------------------------------ | ------------------------------------------------------------------------------------ | ------------------------------------------------------------------------------------ | ------------------------------------------------------------------------------------ | ------------------------------------------------------------------------------------ | ------------------------------------------------------------------------------------ | ------------------------------------------------------------------------------------ |
| Temp. máx. abs. (°C)                                                                 | 9.7                                                                                  | 9.5                                                                                  | 14.2                                                                                 | 23.0                                                                                 | 34.7                                                                                 | 35.0                                                                                 | 35.0                                                                                 | 33.5                                                                                 | 26.1                                                                                 | 20.1                                                                                 | 12.8                                                                                 | 12.8                                                                                 | 35.0                                                                                 |
| Temp. máx. media (°C)                                                                | -21.8                                                                                | -15.8                                                                                | -3.8                                                                                 | 7.5                                                                                  | 15.5                                                                                 | 21.8                                                                                 | 23.1                                                                                 | 19.4                                                                                 | 12.1                                                                                 | -0.4                                                                                 | -14.3                                                                                | -18.7                                                                                | 2.1                                                                                  |
| Temp. media (°C)                                                                     | -26.0                                                                                | -21.5                                                                                | -12.1                                                                                | -0.1                                                                                 | 8.2                                                                                  | 14.0                                                                                 | 15.7                                                                                 | 12.3                                                                                 | 5.8                                                                                  | -4.7                                                                                 | -18.1                                                                                | -22.9                                                                                | -4.1                                                                                 |
| Temp. mín. media (°C)                                                                | -30.1                                                                                | -27.1                                                                                | -20.3                                                                                | -7.7                                                                                 | 0.9                                                                                  | 6.2                                                                                  | 8.2                                                                                  | 5.2                                                                                  | -0.5                                                                                 | -9.0                                                                                 | -21.9                                                                                | -27.1                                                                                | -10.3                                                                                |
| Temp. mín. abs. (°C)                                                                 | -56.1                                                                                | -58.3                                                                                | -47.8                                                                                | -40.6                                                                                | -15.6                                                                                | -3.3                                                                                 | -2.4                                                                                 | -11.0                                                                                | -23.2                                                                                | -36.5                                                                                | -47.9                                                                                | -54.4                                                                                | -58.3                                                                                |
| Precipitación total (mm)                                                             | 19.4                                                                                 | 12.8                                                                                 | 9.9                                                                                  | 8.2                                                                                  | 30.8                                                                                 | 38.2                                                                                 | 49.0                                                                                 | 43.4                                                                                 | 34.0                                                                                 | 31.4                                                                                 | 25.5                                                                                 | 22.0                                                                                 | 324.4                                                                                |
| Lluvias (mm)                                                                         | 0.1                                                                                  | 0.0                                                                                  | 0.3                                                                                  | 2.6                                                                                  | 28.4                                                                                 | 38.2                                                                                 | 49.0                                                                                 | 43.1                                                                                 | 29.7                                                                                 | 9.4                                                                                  | 0.1                                                                                  | 0.4                                                                                  | 201.3                                                                                |
| Nevadas (cm)                                                                         | 27.6                                                                                 | 18.2                                                                                 | 12.1                                                                                 | 7.2                                                                                  | 2.5                                                                                  | 0.0                                                                                  | 0.0                                                                                  | 0.4                                                                                  | 4.6                                                                                  | 26.7                                                                                 | 36.3                                                                                 | 31.0                                                                                 | 166.5                                                                                |
| Días de precipitaciones (≥ 0.2 mm)                                                   | 11.7                                                                                 | 8.7                                                                                  | 6.3                                                                                  | 4.5                                                                                  | 10.9                                                                                 | 12.0                                                                                 | 14.4                                                                                 | 13.7                                                                                 | 11.0                                                                                 | 12.7                                                                                 | 12.7                                                                                 | 11.5                                                                                 | 130.2                                                                                |
| Días de lluvias (≥ 0.2 mm)                                                           | 0.2                                                                                  | 0.0                                                                                  | 0.2                                                                                  | 2.0                                                                                  | 10.6                                                                                 | 12.0                                                                                 | 14.4                                                                                 | 13.6                                                                                 | 10.0                                                                                 | 3.8                                                                                  | 0.3                                                                                  | 0.1                                                                                  | 67.1                                                                                 |
| Días de nevadas (≥ 0.2 cm)                                                           | 12.3                                                                                 | 9.8                                                                                  | 6.5                                                                                  | 3.2                                                                                  | 1.0                                                                                  | 0.0                                                                                  | 0.0                                                                                  | 0.1                                                                                  | 1.5                                                                                  | 9.9                                                                                  | 13.5                                                                                 | 12.2                                                                                 | 69.8                                                                                 |
| Fuente: Environment Canada                                                           |                                                                                      |                                                                                      |                                                                                      |                                                                                      |                                                                                      |                                                                                      |                                                                                      |                                                                                      |                                                                                      |                                                                                      |                                                                                      |                                                                                      |                                                                                      |

## Perfil de la comunidad
Conforme al censo nacional de 2001:
- Población en 2001: 1.251
- Población en 1996: 1.287
- Cambio de 1996 hasta el cambio poblacional de 2001 (%): −2,8
- Total de viviendas privadas: 675
- Densidad de población por kilómetro cuadrado: 38,6
- Superficie terrestre (km²): 32,45

Para un perfil completo, véase 2001 Statistics Canada Community Highlights for Dawson - (en inglés)

## Galería de imágenes

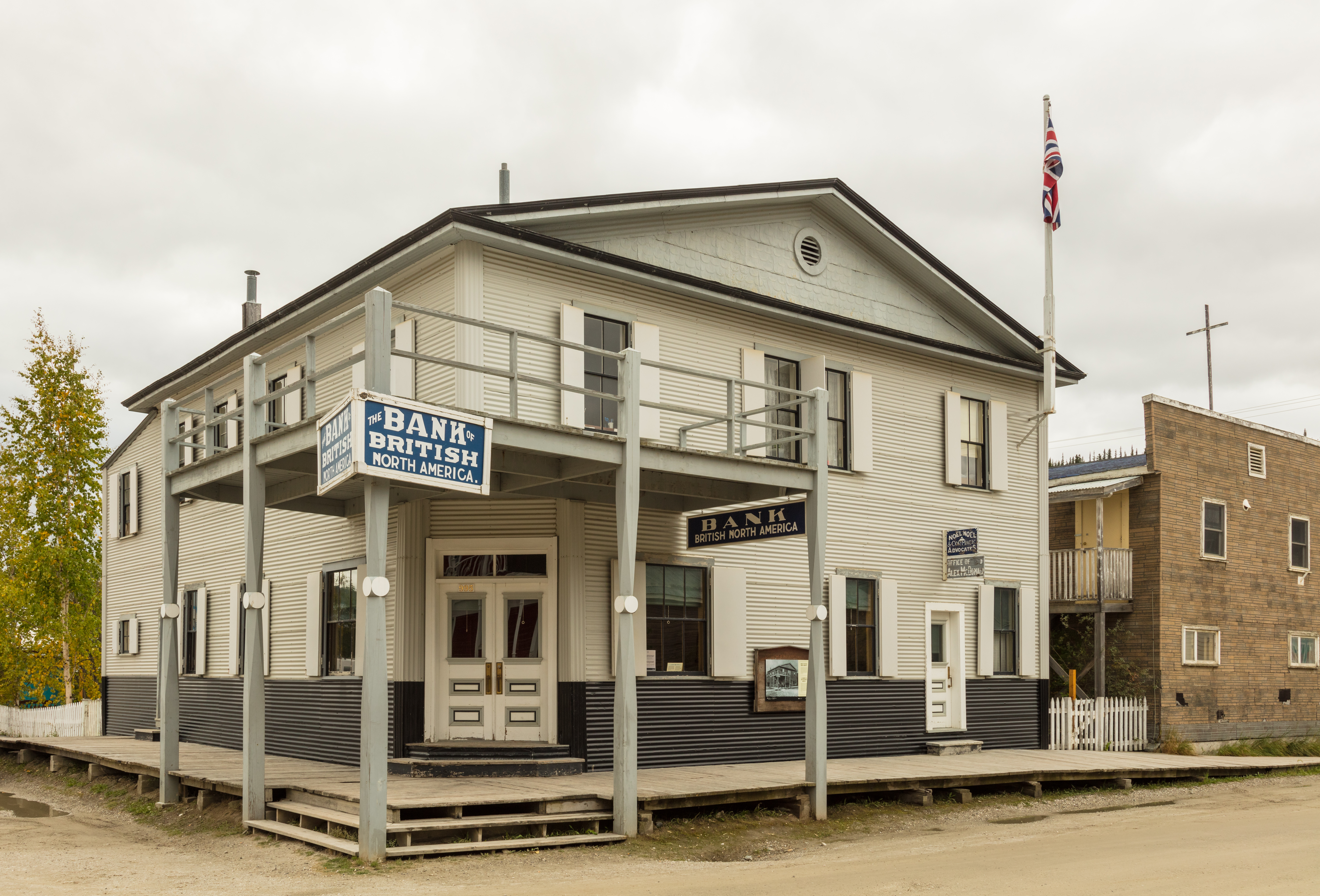
Banco.
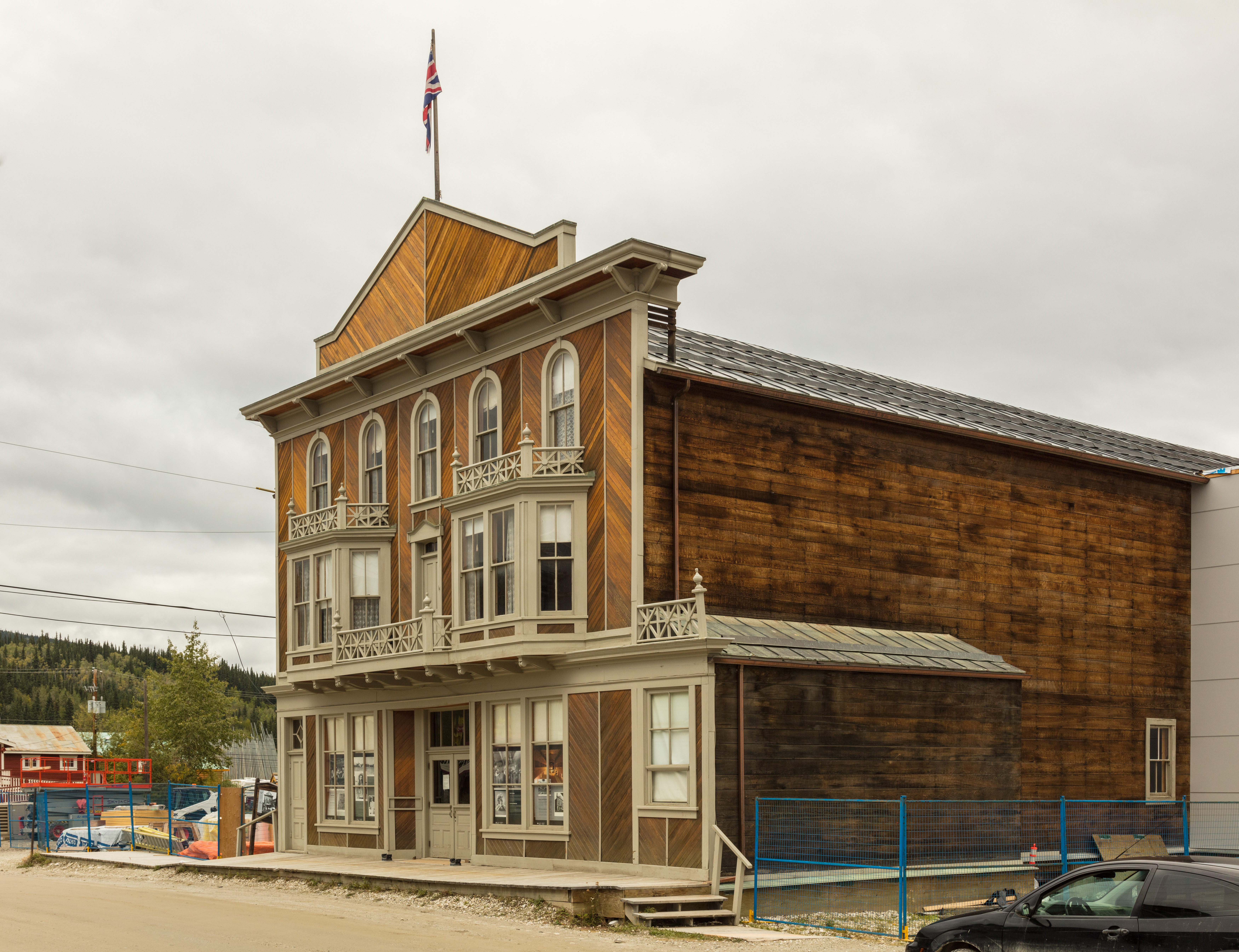
Teatro.
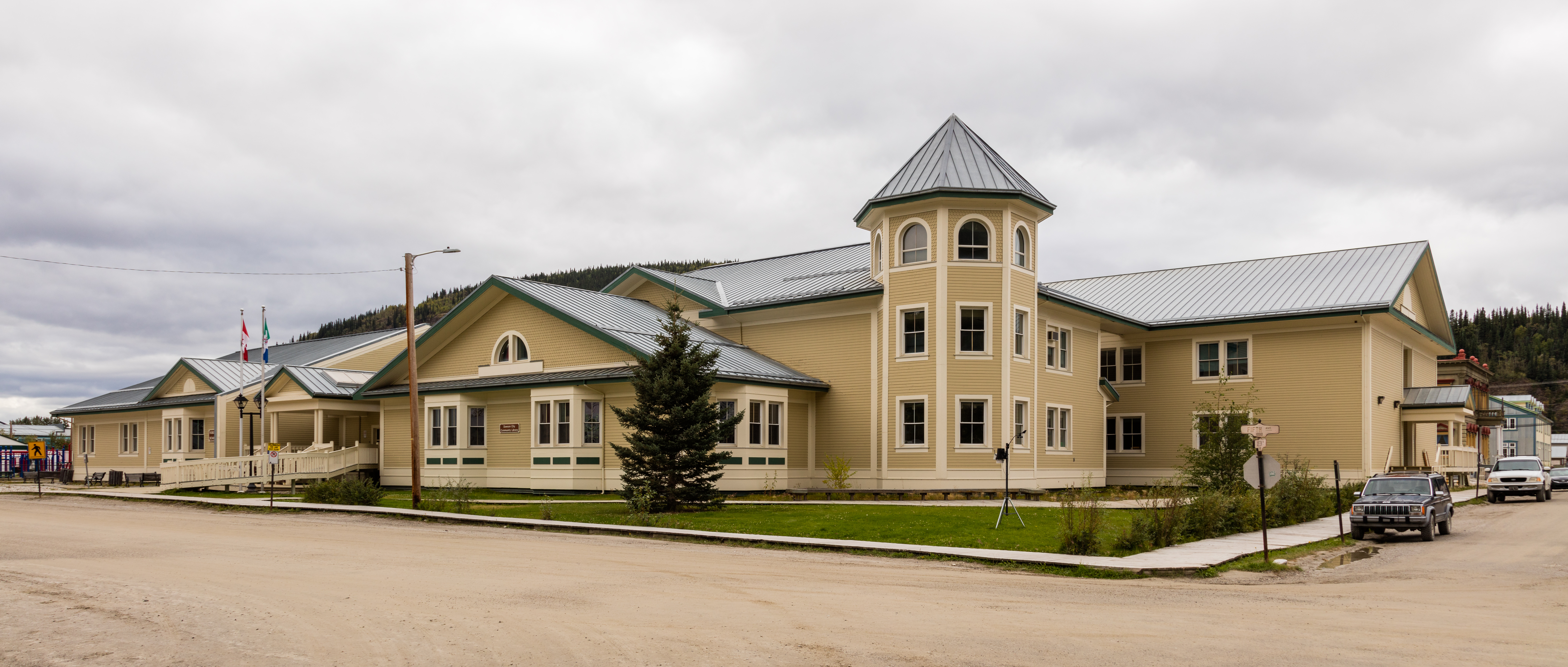
Biblioteca pública.
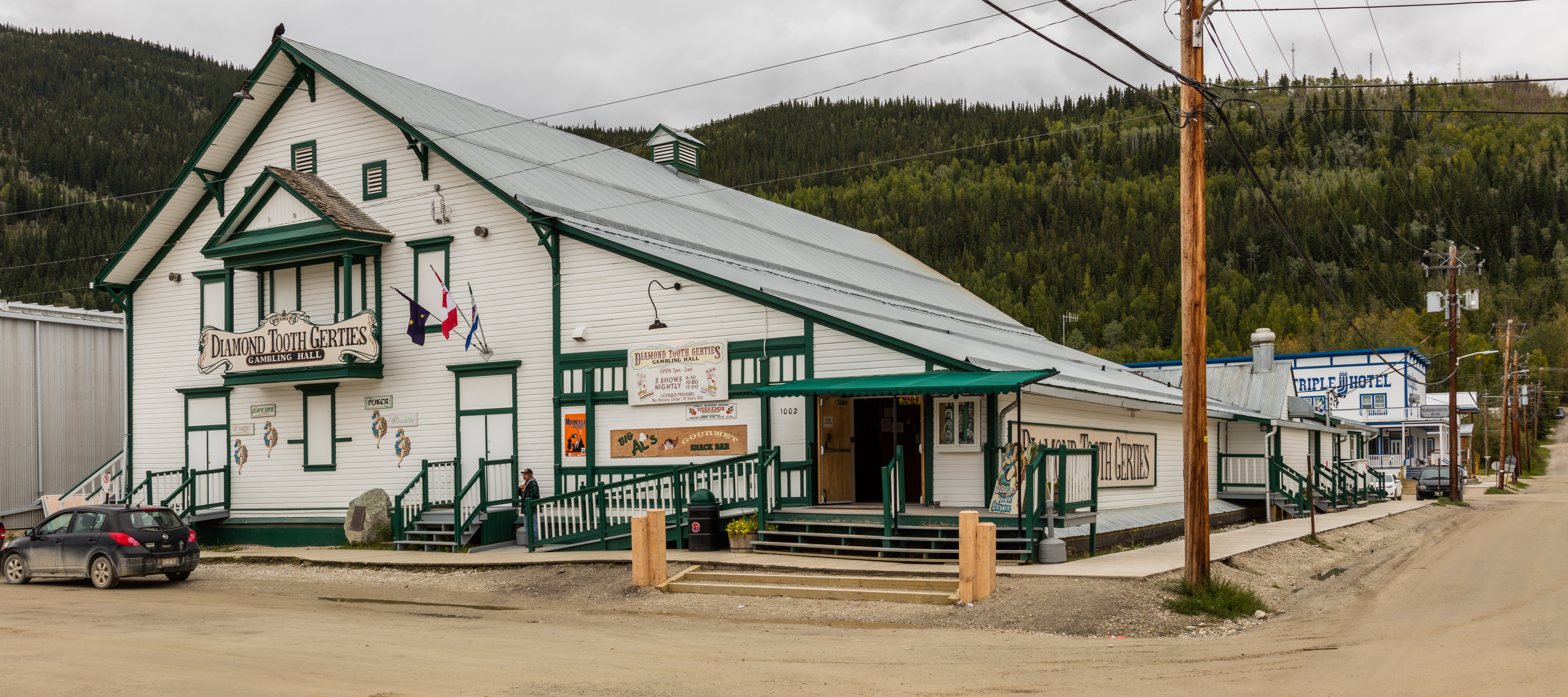
Casino.
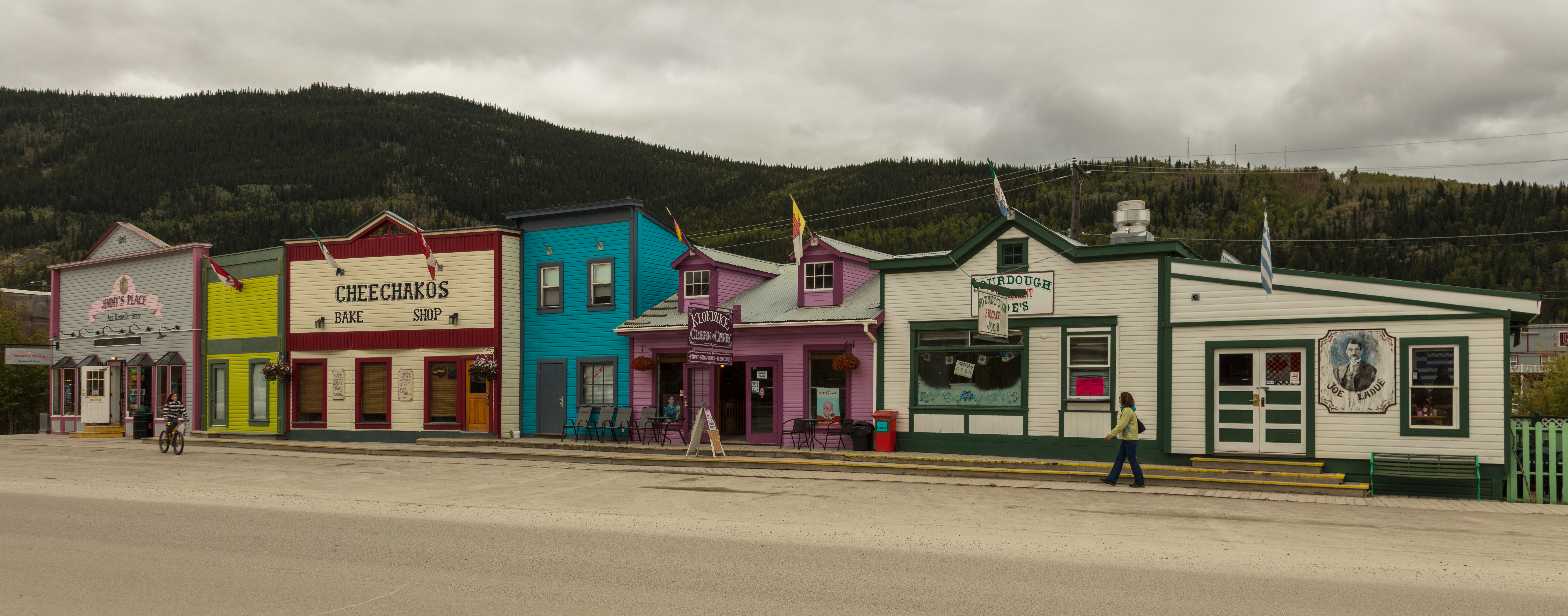
Comercios en la calle Front.
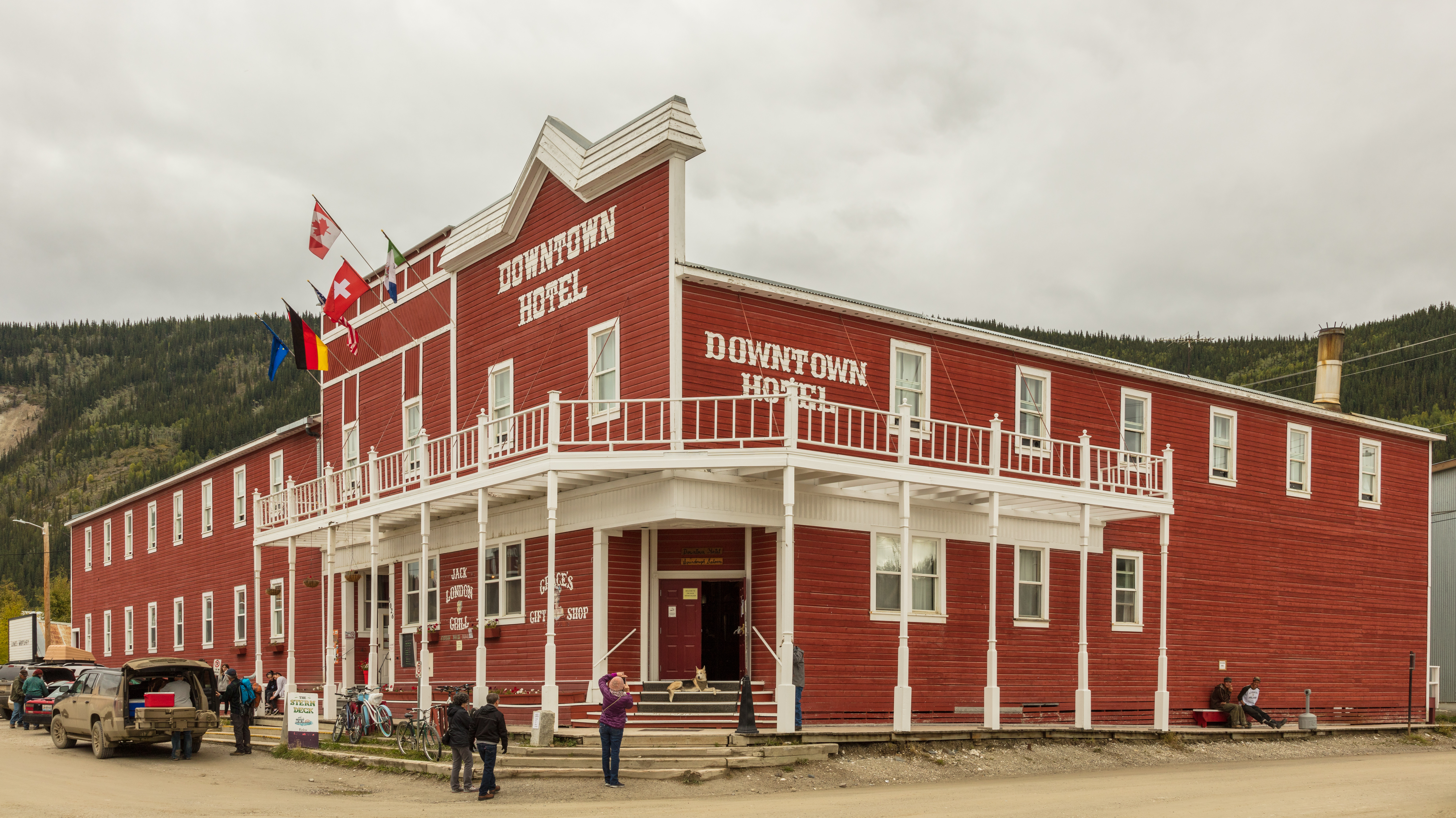
Hotel Downtown.
Hotel Westmister.
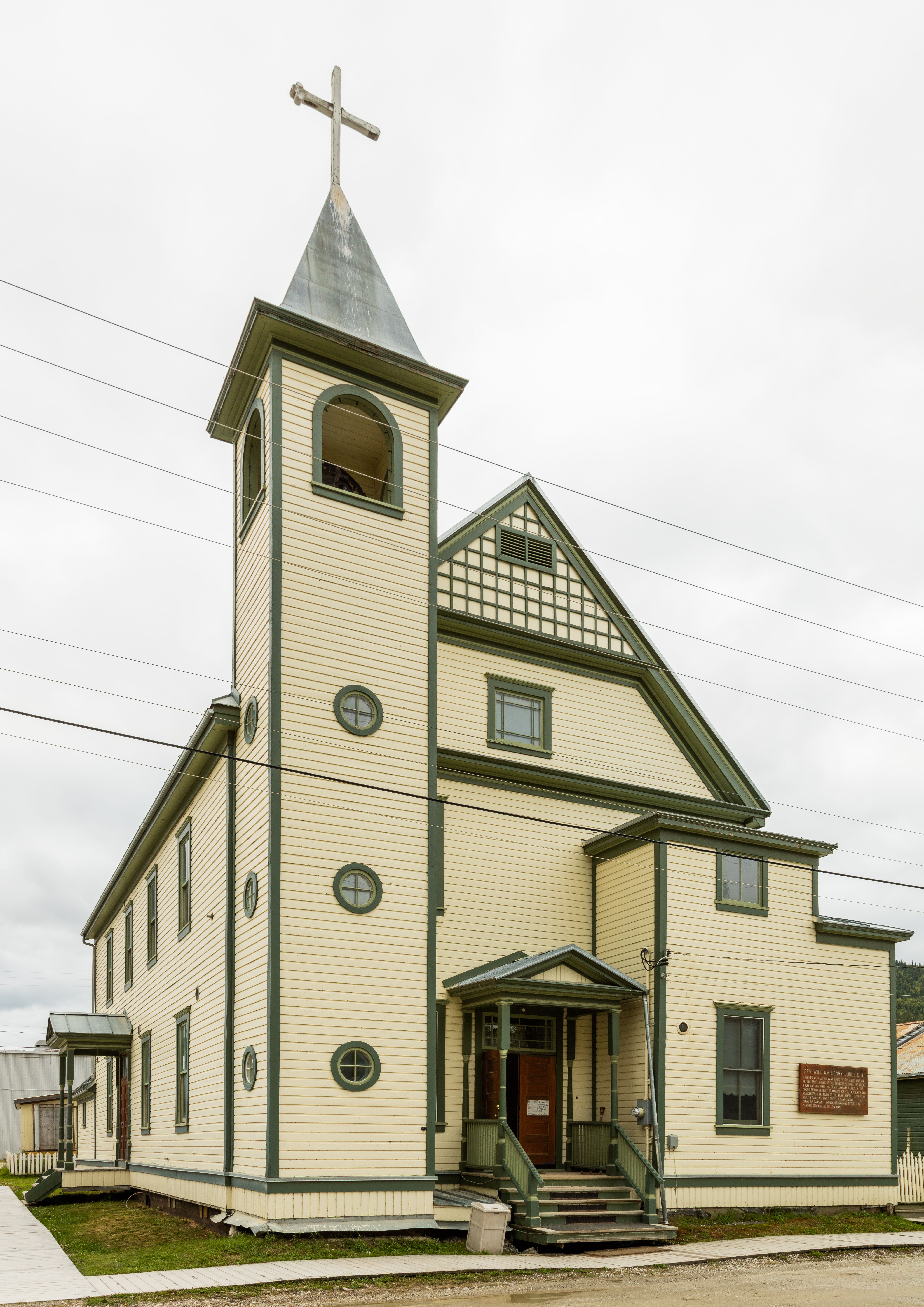
Iglesia católica de Santa María.
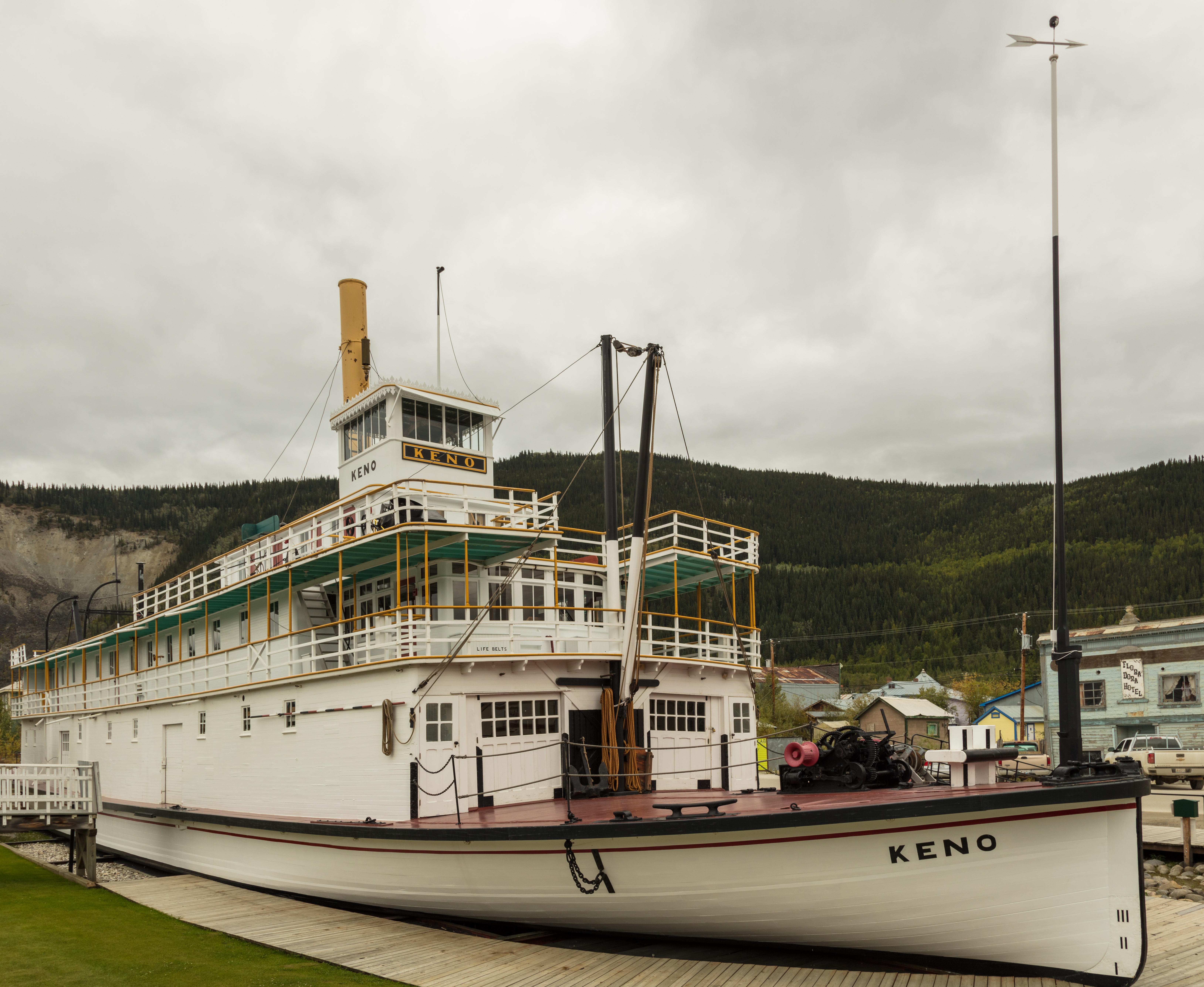
Navío histórico Keno.
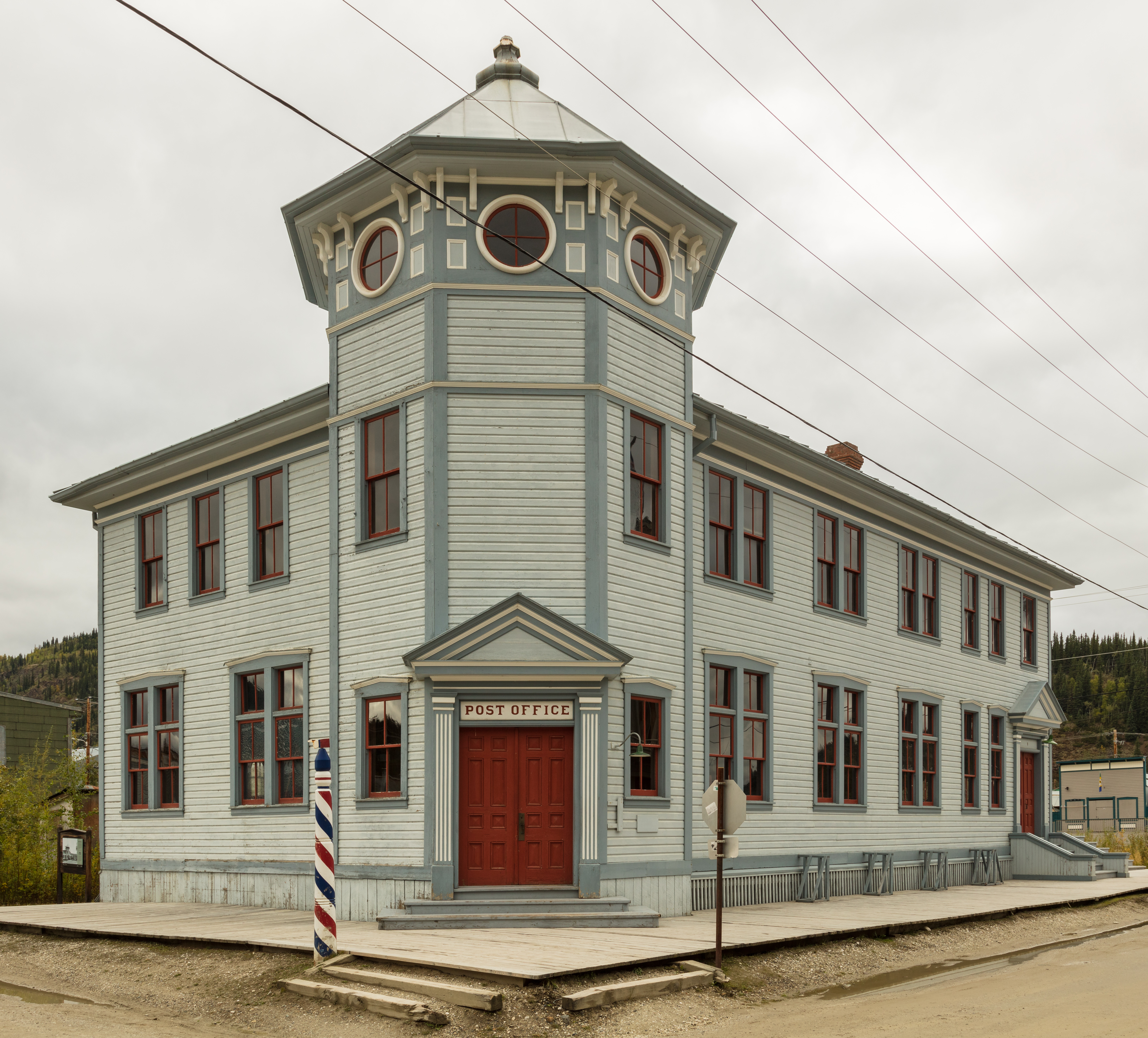
Oficina de correos.
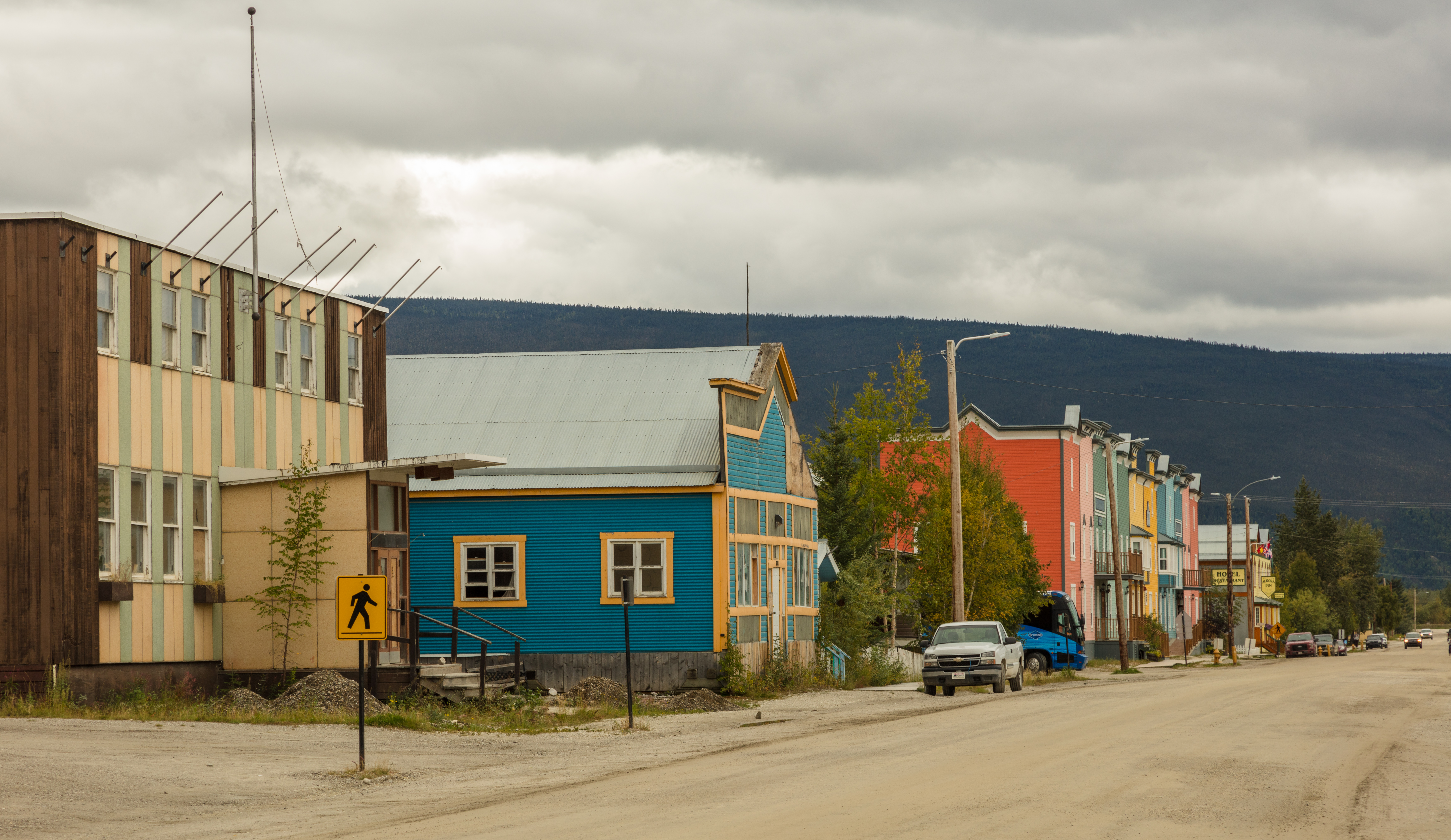
Quinta Avenida.
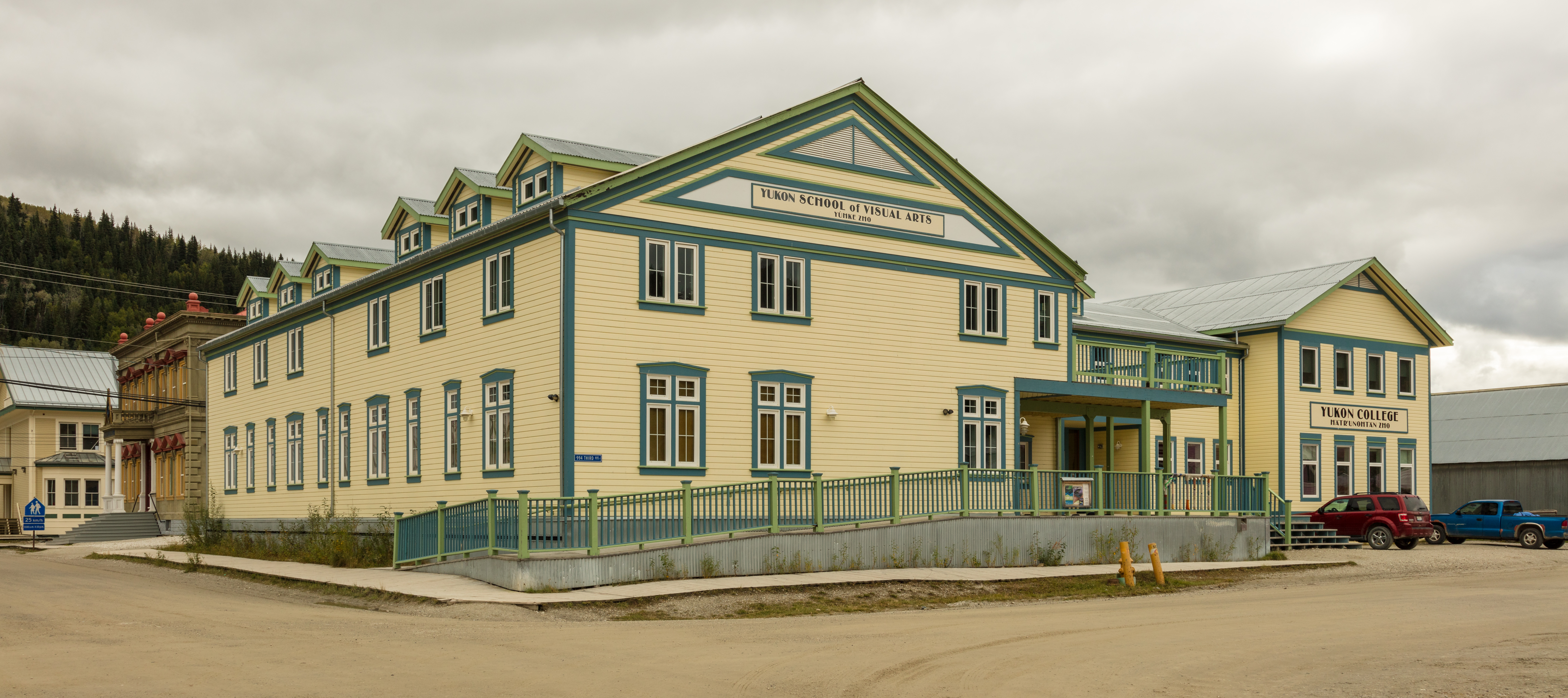
Escuela de artes visuales.
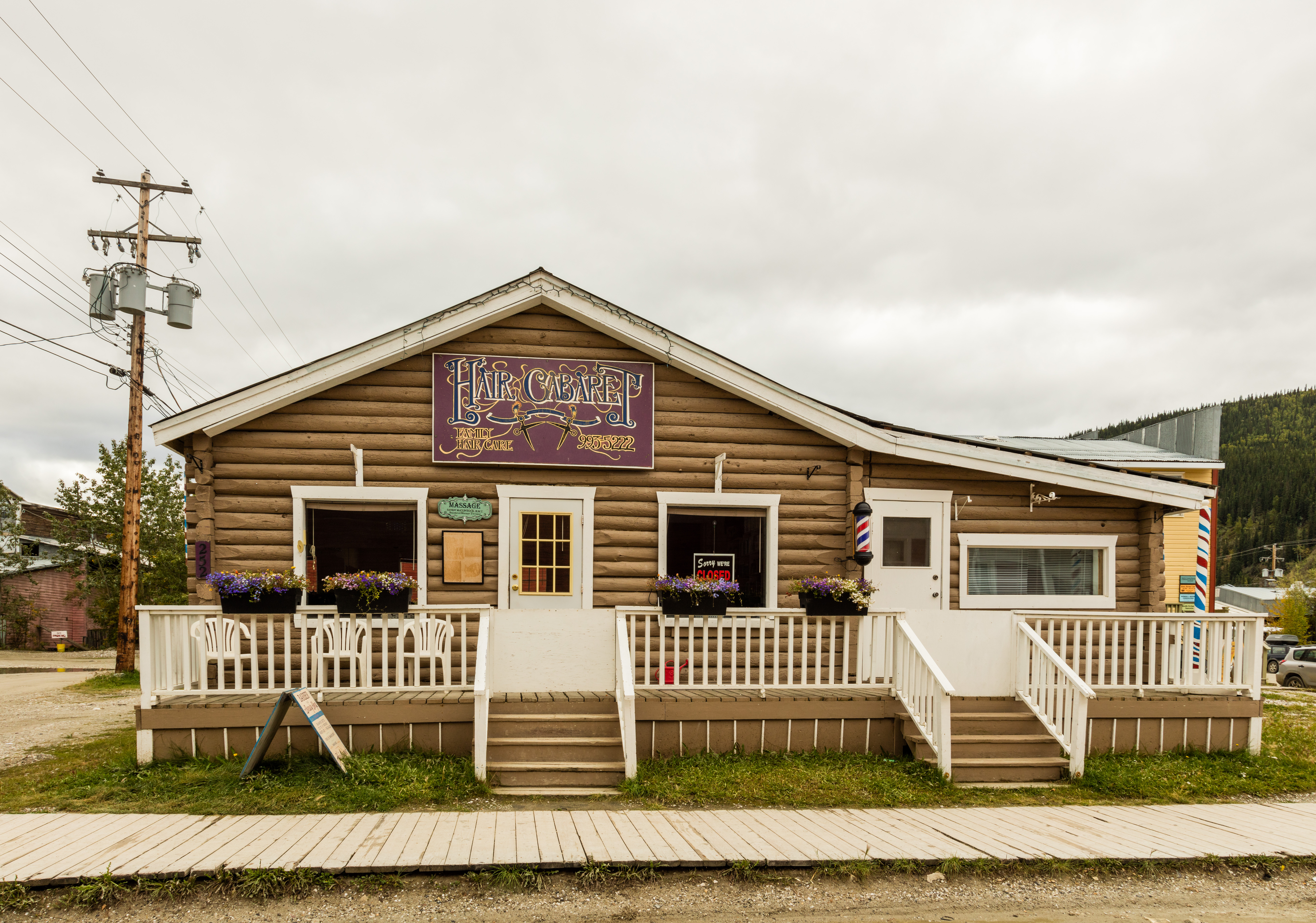
Peluquería.
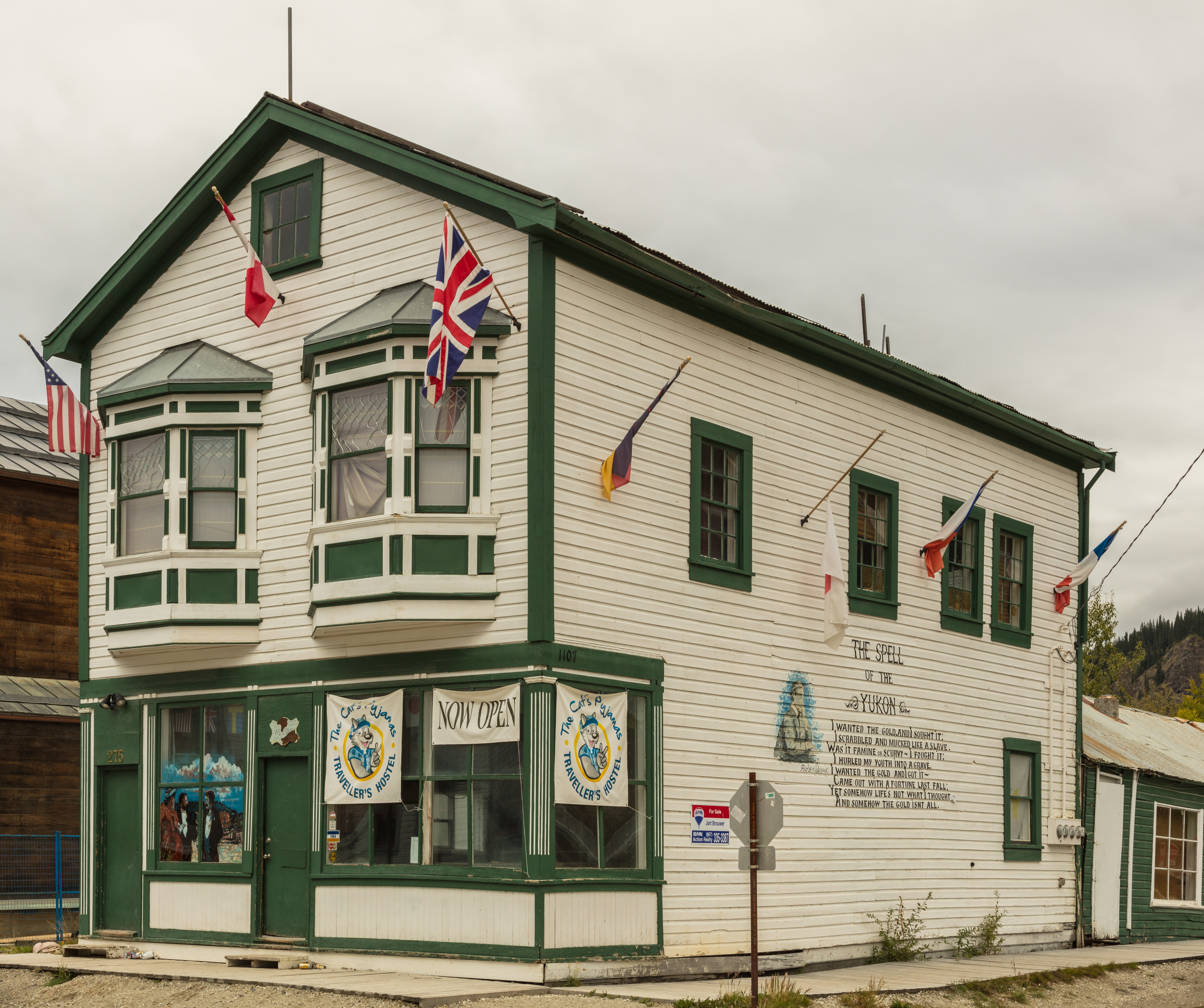
Hostal.